# Thibault Giresse
Thibault Giresse (* 25. Mai 1981 in Talence) ist ein französischer ehemaliger Fußballspieler.

## Karriere

### Jugend (bis 2001)
1981 als Sohn des Nationalspielers Alain Giresse zur Welt gekommen, begann er bereits im Alter von fünf Jahren bei einem Verein aus Gémenos das Fußballspielen. Als sein Vater 1988 Olympique Marseille den Rücken kehrte und seine Laufbahn beendete, zog die Familie zurück in die Heimat Alains und der junge Thibault wurde bei einem Amateurverein aus Langoiran angemeldet. Von dort aus schaffte er den Sprung in die Jugendabteilung des Profiklubs Girondins Bordeaux, bei dem sein Vater einst gespielt hatte. Als dieser 1995 das Traineramt beim FC Toulouse übernahm, folgte ihm sein Sohn dorthin und gehörte dem Nachwuchsleistungszentrum an, während er gleichzeitig auf ein Abitur mit naturwissenschaftlichem Schwerpunkt hinarbeitete. Nach seinem Schulabschluss begann er ein Biologiestudium, das er dann jedoch abbrach, um sich auf seine Laufbahn im Fußball zu konzentrieren.
Ab 1999 lief er regelmäßig für die Reservemannschaft von Toulouse auf und durfte unter Trainer Robert Nouzaret an mehreren Lehrgängen für das Profiteam teilnehmen. Bei einem Testspiel gegen eine tunesische Auswahl, das 2:2 endete, stand er zum ersten Mal bei den Profis mit auf dem Platz und schoss dabei gleich ein Tor.

### Traum von der Erstligalaufbahn bei Toulouse (2001–2006)
Im Vorfeld der Saison 2001/02 wurde dem Erstligisten FC Toulouse aus finanziellen Gründen die Lizenz entzogen, was zum Zwangsabstieg in die dritte Liga führte. Für Giresse hatte dies zur Folge, dass er in den Kader zur bevorstehenden Spielzeit aufgenommen wurde. Er wurde auf Anhieb zum unangefochtenen Stammspieler im offensiven Mittelfeld, verpasste keine einzige Begegnung und trug neun Tore zum Aufstieg am Saisonende bei.
Der Sprung 2002 in die Zweitklassigkeit kam dem in den Profifußball gleich, sodass Giresse am 3. August 2002 bei einem 4:0-Auswärtssieg gegen den FC Istres sein Profidebüt geben konnte. Er konnte seinen Platz in der ersten Elf behaupten, wenngleich er nicht derart unverzichtbar war wie im Vorjahr, und leistete so seinen Beitrag zur 2003 gewonnenen Zweitligameisterschaft sowie dem damit verbundenen Aufstieg. Im Alter von 22 Jahren debütierte er in der höchsten nationalen Spielklasse, als er am 16. August 2003 bei einer 0:3-Niederlage gegen den OSC Lille in der 59. Minute für Florent Balmont eingewechselt wurde. Schon bald darauf wurde klar, dass er sich gegen Balmont und die weitere teaminterne Konkurrenz nicht durchsetzen würde, weswegen er in der Winterpause 2003/04 an den Zweitligisten Le Havre AC verliehen wurde.
Bei Le Havre erhielt er die erhoffte Spielpraxis, kehrte im Sommer 2004 nach Toulouse zurück und fand sich ein in eine Rolle, die ihn mal als Ersatz- und mal als Stammspieler vorsah. Auf diese Weise verging eine Spielzeit, die seinen dauerhaften Durchbruch möglich erscheinen ließ. Während der Saison 2005/06 spielte er hingegen kaum noch eine Rolle und wechselte daher an deren Ende ablösefrei zum Zweitligisten SC Amiens.

### Zweite Liga mit Amiens (2006–2009)
Im Trikot von Amiens wurde er direkt zum unverzichtbaren Leistungsträger und verpasste nahezu keine Partie. 2007 wurde er Aufstieg in die Erstklassigkeit nur um ein Minimum verpasst, womit Giresse erneut die Chance entging, sich in der höchsten Spielklasse zu etablieren. Die nachfolgenden Jahre waren vom Abstiegskampf geprägt, auch wenn die Mannschaft überdies durch den Einzug ins Pokalhalbfinale 2008 auf sich aufmerksam machen konnte. 2009 stieg Amiens in die dritte Liga ab, woraufhin Giresse dem Klub den Rücken kehrte.

### Absturz und Höhenflug mit Guingamp (ab 2009)
Mit EA Guingamp war es 2009 ein weiterer Zweitligist, der ihn unter Vertrag nahm. Er erkämpfte sich einen Stammplatz und erreichte einen weiteren Meilenstein seiner Laufbahn, als er im Trikot des Vorjahrespokalsiegers bei einer 1:5-Niederlage am 20. August 2009 gegen den Hamburger SV in der 57. Minute ins Spiel kam und so in der Europa League debütierte. Trotz eines 3:1-Siegs im Rückspiel schied die Elf aus. Wenngleich er nicht derart unumstritten war wie zuvor in Amiens, war er bei den Zweitligabegegnungen in der Regel Teil der Startelf und musste 2010 den Abstieg in die Drittklassigkeit hinnehmen.
Im Anschluss an den Abstieg gab Giresse seine Qualitäten als Torjäger zu erkennen, traf 2010/11 insgesamt 21 Mal das Ziel und wurde mit dieser Ausbeute Torschützenkönig der Liga. Gleichzeitig leistete er so einen wesentlichen Beitrag zum direkten Wiederaufstieg seiner Mannschaft. Auch wenn der offensive Mittelfeldakteur anschließend nicht mehr gleichermaßen torgefährlich war, blieb er ein elementarer Bestandteil eines Teams, das sich zunächst in der zweiten Spielklasse etablierte und 2013 den Aufstieg in die oberste Liga perfekt machte. Anschließend absolvierte der beim Aufstieg 32-Jährige seine ersten Erstligapartien, seitdem er sieben Jahre zuvor bei Toulouse aus der Mannschaft verdrängt worden war. Meist gehörte er der Startelf an, übernahm sogar einige Male von Lionel Mathis die Kapitänsbinde und konnte am Saisonende den Klassenerhalt bejubeln. Ein noch größerer Erfolg war kurz zuvor mit dem Einzug ins französische Pokalendspiel 2014 gelungen. Wie fünf Jahre zuvor, unmittelbar vor der Ankunft des Spielers in Guingamp, hieß der Gegner erneut Stade Rennes und konnte mit einem 2:0 erneut bezwungen werden. Giresse wurde in der 79. Minute für Steven Langil eingewechselt und konnte seinen ersten Gewinn eines nationalen Titels feiern. Dies ermöglichte anschließend die Teilnahme an der Europa League 2014/15, in welcher er mit Guingamp die Gruppenphase überstand und im Sechzehntelfinale ausschied.
Im Anschluss an sei Karriereende 2018 arbeitete er als Ko-Trainer für EA Guingamp, Nîmes Olympique und Pau FC.